# John Bagley
John Edward Bagley (Bridgeport, 23 aprile 1960) è un ex cestista e allenatore di pallacanestro statunitense, professionista nella NBA.

## Carriera
Venne selezionato dai Cleveland Cavaliers al primo giro del Draft NBA 1982 (12ª scelta assoluta).
Con gli Stati Uniti disputò le Universiadi di Bucarest 1981.